# Saison 2020-2021 des Bucks de Milwaukee
La saison 2020-2021 des Bucks de Milwaukee est la 53e saison de la franchise en NBA.
Durant l'intersaison, la franchise prolonge sur des contrats longues durée, Giánnis Antetokoúnmpo et Jrue Holiday.
En début de saison régulière, les Bucks battent le record du nombre de trois points inscrits dans un match, avec 29 paniers réussis face au Heat de Miami. Le 30 avril 2021, les Bucks remportent le titre de champions de la division Centrale pour la 10e fois, avec un bilan global de 46-26, leur permettant de se placer 3e dans la conférence Est.
Les Bucks commencent leur campagne de playoffs avec une victoire en quatre matchs face au Heat de Miami, dans une revanche de la demi-finale de l’année précédente. Les Bucks remportent ensuite la demi-finale de conférence en sept matchs, face aux Nets de Brooklyn. En finale de conférence, les Bucks battent les Hawks d'Atlanta en six matchs, atteignant les Finales NBA pour la première fois en 47 ans, remportant la finale de la conférence Est pour la première fois dans l’histoire de la franchise. Les Bucks deviennent la première équipe de l'histoire de la NBA à avoir remporté une finale de chaque conférence. Les Bucks affrontent alors les Suns de Phoenix en Finales NBA. Même s’ils perdent les deux premiers matchs, les Bucks parviennent à remporter les quatre matchs suivants pour remporter la série 4-2 et le second titre de champion NBA de la franchise, après celui de 1971, 50 ans auparavant.

## Draft
| Tour | Choix | Joueur        | Poste | Nationalité | Provenance              |
| ---- | ----- | ------------- | ----- | ----------- | ----------------------- |
| 1    | 24    | R. J. Hampton | PG    | États-Unis  | New Zealand Breakers    |
| 2    | 45    | Jordan Nwora  | SF    | Nigeria     | Cardinals de Louisville |

## Matchs

### Pré-saison
| Pré-saison Total: 0-3 (Domicile : 0-2; Extérieur : 0-1) |

| Match | Date match  | Équipe                | Score     | Meilleur marqueur          | Meilleur rebondeur         | Meilleur passeur      | Lieux                | Série |
| ----- | ----------- | --------------------- | --------- | -------------------------- | -------------------------- | --------------------- | -------------------- | ----- |
| 1     | 12 décembre | Dallas                | D 102-112 | Giánnis Antetokoúnmpo (25) | Bobby Portis (13)          | Trois joueurs (4)     | Fiserv Forum         | 0 - 1 |
| 2     | 14 décembre | Dallas                | D 112-128 | Giánnis Antetokoúnmpo (24) | Giánnis Antetokoúnmpo (14) | Augustin, Holiday (6) | Fiserv Forum         | 0 - 2 |
| 3     | 18 décembre | @ La Nouvelle-Orléans | D 113-127 | Khris Middleton (29)       | Donte DiVincenzo (8)       | Jrue Holiday (5)      | Smoothie King Center | 0 - 3 |

### Saison régulière
| Saison régulière Total: 46-26 (Domicile : 26-10; Extérieur : 20-16) |

| Match | Date match  | Équipe       | Score     | Meilleur marqueur          | Meilleur rebondeur         | Meilleur passeur           | Lieux                   | Série |
| ----- | ----------- | ------------ | --------- | -------------------------- | -------------------------- | -------------------------- | ----------------------- | ----- |
| 1     | 23 décembre | @ Boston     | D 121-122 | Giánnis Antetokoúnmpo (35) | Khris Middleton (14)       | Khris Middleton (8)        | TD Garden               | 0 - 1 |
| 2     | 25 décembre | Golden State | V 138-99  | Khris Middleton (31)       | Giánnis Antetokoúnmpo (13) | Jrue Holiday (6)           | Fiserv Forum            | 1 - 1 |
| 3     | 27 décembre | @ New York   | D 110-130 | Giánnis Antetokoúnmpo (27) | Giánnis Antetokoúnmpo (13) | Trois joueurs (5)          | Madison Square Garden   | 1 - 2 |
| 4     | 29 décembre | @ Miami      | V 144-97  | Khris Middleton (25)       | Bobby Portis (9)           | Jrue Holiday (7)           | American Airlines Arena | 2 - 2 |
| 5     | 30 décembre | @ Miami      | D 108-119 | Giánnis Antetokoúnmpo (26) | Giánnis Antetokoúnmpo (13) | Giánnis Antetokoúnmpo (10) | American Airlines Arena | 2 - 3 |

| Match                                                                                      | Date match  | Équipe                | Score     | Meilleur marqueur             | Meilleur rebondeur           | Meilleur passeur            | Lieux                | Série  |
| ------------------------------------------------------------------------------------------ | ----------- | --------------------- | --------- | ----------------------------- | ---------------------------- | --------------------------- | -------------------- | ------ |
| 6                                                                                          | 1er janvier | Chicago               | V 126-96  | Giánnis Antetokoúnmpo (29)    | Antetokoúnmpo, Portis (12)   | Giánnis Antetokoúnmpo (8)   | Fiserv Forum         | 3 - 3  |
| 7                                                                                          | 4 janvier   | Détroit               | V 125-115 | Giánnis Antetokoúnmpo (43)    | Antetokoúnmpo, Middleton (9) | Donte DiVincenzo (9)        | Fiserv Forum         | 4 - 3  |
| 8                                                                                          | 6 janvier   | Détroit               | V 130-115 | Giánnis Antetokoúnmpo (25)    | Bobby Portis (10)            | Khris Middleton (7)         | Fiserv Forum         | 5 - 3  |
| 9                                                                                          | 8 janvier   | Utah                  | D 118-131 | Giánnis Antetokoúnmpo (35)    | Khris Middleton (10)         | Jrue Holiday (5)            | Fiserv Forum         | 5 - 4  |
| 10                                                                                         | 9 janvier   | Cleveland             | V 100-90  | Khris Middleton (27)          | Bobby Portis (11)            | Khris Middleton (6)         | Fiserv Forum         | 6 - 4  |
| 11                                                                                         | 11 janvier  | @ Orlando             | V 121-99  | Giánnis Antetokoúnmpo (22)    | Khris Middleton (10)         | Antetokoúnmpo, Augustin (4) | Amway Center         | 7 - 4  |
| 12                                                                                         | 13 janvier  | @ Détroit             | V 110-101 | Giánnis Antetokoúnmpo (22)    | Brook Lopez (11)             | Giánnis Antetokoúnmpo (10)  | Little Caesars Arena | 8 - 4  |
| 13                                                                                         | 15 janvier  | Dallas                | V 112-109 | Giánnis Antetokoúnmpo (31)    | Bobby Portis (13)            | Khris Middleton (6)         | Fiserv Forum         | 9 - 4  |
| 14                                                                                         | 18 janvier  | @ Brooklyn            | D 123-125 | Giánnis Antetokoúnmpo (34)    | Giánnis Antetokoúnmpo (12)   | Giánnis Antetokoúnmpo (7)   | Barclays Center      | 9 - 5  |
| 15                                                                                         | 21 janvier  | L.A. Lakers           | D 106-113 | Giánnis Antetokoúnmpo (25)    | Giánnis Antetokoúnmpo (12)   | Holiday, Middleton (7)      | Fiserv Forum         | 9 - 6  |
| -                                                                                          | 22 janvier  | Washington            | Reporté*  | Reporté*                      | Reporté*                     | Reporté*                    | Fiserv Forum         | -      |
| 16                                                                                         | 24 janvier  | Atlanta               | V 129-115 | Giánnis Antetokoúnmpo (27)    | Giánnis Antetokoúnmpo (14)   | Giánnis Antetokoúnmpo (8)   | Fiserv Forum         | 10 - 6 |
| 17                                                                                         | 27 janvier  | @ Toronto             | V 115-108 | Antetokoúnmpo, Middleton (24) | Giánnis Antetokoúnmpo (18)   | Giánnis Antetokoúnmpo (9)   | Amalie Arena         | 11 - 6 |
| 18                                                                                         | 29 janvier  | @ La Nouvelle-Orléans | D 126-131 | Giánnis Antetokoúnmpo (38)    | Giánnis Antetokoúnmpo (11)   | Khris Middleton (8)         | Smoothie King Center | 11 - 7 |
| 19                                                                                         | 30 janvier  | @ Charlotte           | D 114-126 | Giánnis Antetokoúnmpo (34)    | Giánnis Antetokoúnmpo (18)   | Giánnis Antetokoúnmpo (9)   | Spectrum Center      | 11 - 8 |
| * Le match a été reporté à la suite du protocole sanitaire de la ligue contre la covid-19. |             |                       |           |                               |                              |                             |                      |        |

| Match | Date match  | Équipe              | Score     | Meilleur marqueur          | Meilleur rebondeur                     | Meilleur passeur              | Lieux                      | Série   |
| ----- | ----------- | ------------------- | --------- | -------------------------- | -------------------------------------- | ----------------------------- | -------------------------- | ------- |
| 20    | 1er février | Portland            | V 134-106 | Jrue Holiday (22)          | Bobby Portis (8)                       | Khris Middleton (9)           | Fiserv Forum               | 12 - 8  |
| 21    | 3 février   | Indiana             | V 130-110 | Giánnis Antetokoúnmpo (21) | Giánnis Antetokoúnmpo (14)             | Giánnis Antetokoúnmpo (10)    | Fiserv Forum               | 13 - 8  |
| 22    | 5 février   | @ Cleveland         | V 123-105 | Giánnis Antetokoúnmpo (33) | Giánnis Antetokoúnmpo (12)             | Jrue Holiday (7)              | Rocket Mortgage FieldHouse | 14 - 8  |
| 23    | 6 février   | @ Cleveland         | V 124-99  | Giánnis Antetokoúnmpo (24) | Giánnis Antetokoúnmpo (11)             | Jrue Holiday (8)              | Rocket Mortgage FieldHouse | 15 - 8  |
| 24    | 8 février   | @ Denver            | V 125-112 | Giánnis Antetokoúnmpo (30) | Giánnis Antetokoúnmpo (9)              | Khris Middleton (12)          | Ball Arena                 | 16 - 8  |
| 25    | 10 février  | @ Phoenix           | D 124-125 | Giánnis Antetokoúnmpo (47) | Giánnis Antetokoúnmpo (11)             | Khris Middleton (11)          | PHX Arena                  | 16 - 9  |
| 26    | 12 février  | @ Utah              | D 115-129 | Giánnis Antetokoúnmpo (29) | Giánnis Antetokoúnmpo (15)             | Giánnis Antetokoúnmpo (6)     | Vivint Smart Home Arena    | 16 - 10 |
| 27    | 14 février  | @ Oklahoma City     | D 109-114 | Giánnis Antetokoúnmpo (24) | Giánnis Antetokoúnmpo (17)             | Giánnis Antetokoúnmpo (10)    | Chesapeake Energy Arena    | 16 - 11 |
| 28    | 16 février  | Toronto             | D 113-124 | Giánnis Antetokoúnmpo (34) | Giánnis Antetokoúnmpo (10)             | Antetokoúnmpo, DiVincenzo (8) | Fiserv Forum               | 16 - 12 |
| 29    | 18 février  | Toronto             | D 96-110  | Giánnis Antetokoúnmpo (23) | Giánnis Antetokoúnmpo (12)             | Giánnis Antetokoúnmpo (8)     | Fiserv Forum               | 16 - 13 |
| 30    | 19 février  | Oklahoma City       | V 98-85   | Giánnis Antetokoúnmpo (29) | Giánnis Antetokoúnmpo (19)             | Giánnis Antetokoúnmpo (8)     | Fiserv Forum               | 17 - 13 |
| 31    | 21 février  | Sacramento          | V 128-115 | Giánnis Antetokoúnmpo (38) | Giánnis Antetokoúnmpo (18)             | Khris Middleton (6)           | Fiserv Forum               | 18 - 13 |
| 32    | 23 février  | Minnesota           | V 139-112 | Giánnis Antetokoúnmpo (37) | G. Antetokoúnmpo, T. Antetokoúnmpo (8) | Giánnis Antetokoúnmpo (8)     | Fiserv Forum               | 19 - 13 |
| 33    | 25 février  | La Nouvelle-Orléans | V 129-125 | Giánnis Antetokoúnmpo (38) | Giánnis Antetokoúnmpo (10)             | Donte DiVincenzo (9)          | Fiserv Forum               | 20 - 13 |
| 34    | 28 février  | L.A. Clippers       | V 105-100 | Giánnis Antetokoúnmpo (36) | Giánnis Antetokoúnmpo (14)             | Khris Middleton (8)           | Fiserv Forum               | 21 - 13 |

| Match                  | Date match | Équipe          | Score          | Meilleur marqueur           | Meilleur rebondeur                | Meilleur passeur              | Lieux              | Série   |
| ---------------------- | ---------- | --------------- | -------------- | --------------------------- | --------------------------------- | ----------------------------- | ------------------ | ------- |
| 35                     | 2 mars     | Denver          | D 97-128       | Giánnis Antetokoúnmpo (27)  | G. Antetokoúnmpo, Connaughton (8) | Khris Middleton (6)           | Fiserv Forum       | 21 - 14 |
| 36                     | 4 mars     | @ Memphis       | V 112-111      | Giánnis Antetokoúnmpo (26)  | Giánnis Antetokoúnmpo (11)        | Giánnis Antetokoúnmpo (8)     | FedExForum         | 22 - 14 |
| NBA All-Star Game 2021 |            |                 |                |                             |                                   |                               |                    |         |
| 37                     | 11 mars    | New York        | V 134-101      | Giánnis Antetokoúnmpo (24)  | Giánnis Antetokoúnmpo (10)        | Giánnis Antetokoúnmpo (10)    | Fiserv Forum       | 23 - 14 |
| 38                     | 13 mars    | @ Washington    | V 125-119      | Giánnis Antetokoúnmpo (33)  | Donte DiVincenzo (13)             | Giánnis Antetokoúnmpo (11)    | Capital One Arena  | 24 - 14 |
| 39                     | 15 mars    | @ Washington    | V 133-122      | Giánnis Antetokoúnmpo (31)  | Giánnis Antetokoúnmpo (15)        | Giánnis Antetokoúnmpo (10)    | Capital One Arena  | 25 - 14 |
| 40                     | 17 mars    | @ Philadelphie  | V 109-105 (OT) | Giánnis Antetokoúnmpo (32)  | Giánnis Antetokoúnmpo (15)        | Jrue Holiday (6)              | Wells Fargo Center | 26 - 14 |
| 41                     | 20 mars    | San Antonio     | V 120-113      | Giánnis Antetokoúnmpo (26)  | Donte DiVincenzo (13)             | Giánnis Antetokoúnmpo (15)    | Fiserv Forum       | 27 - 14 |
| 42                     | 22 mars    | Indiana         | V 140-113      | Jrue Holiday (28)           | Donte DiVincenzo (13)             | Jrue Holiday (14)             | Fiserv Forum       | 28 - 14 |
| 43                     | 24 mars    | Boston          | V 121-119      | Khris Middleton (27)        | Khris Middleton (13)              | Giánnis Antetokoúnmpo (7)     | Fiserv Forum       | 29 - 14 |
| 44                     | 26 mars    | Boston          | D 114-122      | Khris Middleton (19)        | Pat Connaughton (11)              | Giánnis Antetokoúnmpo (5)     | Fiserv Forum       | 29 - 15 |
| 45                     | 27 mars    | New York        | D 96-102       | Thanásis Antetokoúnmpo (23) | Trois joueurs (10)                | T. Antetokoúnmpo, Merrill (5) | Fiserv Forum       | 29 - 16 |
| 46                     | 29 mars    | @ L.A. Clippers | D 105-129      | Giánnis Antetokoúnmpo (32)  | Pat Connaughton (7)               | Jrue Holiday (7)              | Staples Center     | 29 - 17 |
| 47                     | 31 mars    | @ L.A. Lakers   | V 112-97       | Jrue Holiday (28)           | Giánnis Antetokoúnmpo (10)        | Khris Middleton (8)           | Staples Center     | 30 - 17 |

| Match | Date match | Équipe         | Score          | Meilleur marqueur          | Meilleur rebondeur         | Meilleur passeur          | Lieux                    | Série   |
| ----- | ---------- | -------------- | -------------- | -------------------------- | -------------------------- | ------------------------- | ------------------------ | ------- |
| 48    | 2 avril    | @ Portland     | V 127-109      | Giánnis Antetokoúnmpo (47) | Giánnis Antetokoúnmpo (12) | Jrue Holiday (10)         | Moda Center              | 31 - 17 |
| 49    | 3 avril    | @ Sacramento   | V 129-128      | Jrue Holiday (33)          | Donte DiVincenzo (14)      | Jrue Holiday (11)         | Moda Center              | 32 - 17 |
| 50    | 6 avril    | @ Golden State | D 121-122      | Jrue Holiday (29)          | Bobby Portis (13)          | Khris Middleton (7)       | Chase Center             | 32 - 18 |
| 51    | 8 avril    | @ Dallas       | D 101-116      | Donte DiVincenzo (22)      | Bobby Portis (14)          | Trois joueurs (3)         | American Airlines Center | 32 - 19 |
| 52    | 9 avril    | Charlotte      | D 119-127      | Jordan Nwora (24)          | Bobby Portis (13)          | Jeff Teague (6)           | Fiserv Forum             | 32 - 20 |
| 53    | 11 avril   | @ Orlando      | V 124-87       | Khris Middleton (21)       | Bobby Portis (10)          | Jeff Teague (7)           | Amway Center             | 33 - 20 |
| 54    | 14 avril   | @ Minnesota    | V 130-105      | Khris Middleton (27)       | Lopez, Middleton (8)       | Khris Middleton (7)       | Target Center            | 34 - 20 |
| 55    | 15 avril   | @ Atlanta      | V 120-109      | Jrue Holiday (23)          | Brook Lopez (12)           | Holiday, Middleton (7)    | State Farm Arena         | 35 - 20 |
| 56    | 17 avril   | Memphis        | D 115-128      | Giánnis Antetokoúnmpo (28) | Giánnis Antetokoúnmpo (11) | Khris Middleton (10)      | Fiserv Forum             | 35 - 21 |
| 57    | 19 avril   | Phoenix        | D 127-128 (OT) | Giánnis Antetokoúnmpo (33) | Pat Connaughton (9)        | Jrue Holiday (8)          | Fiserv Forum             | 35 - 22 |
| 58    | 22 avril   | Philadelphie   | V 124-117      | Giánnis Antetokoúnmpo (27) | Giánnis Antetokoúnmpo (16) | Jrue Holiday (11)         | Fiserv Forum             | 36 - 22 |
| 59    | 24 avril   | Philadelphie   | V 132-94       | Giánnis Antetokoúnmpo (24) | Giánnis Antetokoúnmpo (14) | Jeff Teague (8)           | Fiserv Forum             | 37 - 22 |
| 60    | 25 avril   | @ Atlanta      | D 104-111      | Giánnis Antetokoúnmpo (31) | Giánnis Antetokoúnmpo (14) | Jrue Holiday (11)         | State Farm Arena         | 37 - 23 |
| 61    | 27 avril   | @ Charlotte    | V 114-104      | Giánnis Antetokoúnmpo (29) | Giánnis Antetokoúnmpo (12) | Giánnis Antetokoúnmpo (8) | Spectrum Center          | 38 - 23 |
| 62    | 29 avril   | @ Houston      | D 136-143      | Khris Middleton (33)       | Bobby Portis (11)          | Jrue Holiday (10)         | Toyota Center            | 38 - 24 |
| 63    | 30 avril   | @ Chicago      | V 108-98       | Lopez, Middleton (22)      | Bobby Portis (14)          | Jrue Holiday (7)          | United Center            | 39 - 24 |

| Match | Date match | Équipe        | Score     | Meilleur marqueur          | Meilleur rebondeur            | Meilleur passeur             | Lieux                   | Série   |
| ----- | ---------- | ------------- | --------- | -------------------------- | ----------------------------- | ---------------------------- | ----------------------- | ------- |
| 64    | 2 mai      | Brooklyn      | V 117-114 | Giánnis Antetokoúnmpo (49) | Khris Middleton (11)          | Khris Middleton (6)          | Fiserv Forum            | 40 - 24 |
| 65    | 4 mai      | Brooklyn      | V 124-118 | Giánnis Antetokoúnmpo (36) | Donte DiVincenzo (15)         | Jrue Holiday (10)            | Fiserv Forum            | 41 - 24 |
| 66    | 5 mai      | Washington    | V 135-134 | Jrue Holiday (29)          | Giánnis Antetokoúnmpo (9)     | Giánnis Antetokoúnmpo (8)    | Fiserv Forum            | 42 - 24 |
| 67    | 7 mai      | Houston       | V 141-133 | Brook Lopez (24)           | Giánnis Antetokoúnmpo (11)    | Jrue Holiday (8)             | Fiserv Forum            | 43 - 24 |
| 68    | 10 mai     | @ San Antonio | D 125-146 | Giánnis Antetokoúnmpo (28) | Khris Middleton (7)           | DiVincenzo, Holiday (6)      | AT&T Center             | 43 - 25 |
| 69    | 11 mai     | Orlando       | V 114-102 | Giánnis Antetokoúnmpo (27) | Bobby Portis (15)             | Antetokoúnmpo, Middleton (5) | Fiserv Forum            | 44 - 25 |
| 70    | 13 mai     | @ Indiana     | V 142-133 | Giánnis Antetokoúnmpo (40) | Giánnis Antetokoúnmpo (15)    | Jrue Holiday (14)            | Bankers Life Fieldhouse | 45 - 25 |
| 71    | 15 mai     | Miami         | V 122-108 | Forbes, Middleton (21)     | Antetokoúnmpo, DiVincenzo (9) | Jrue Holiday (10)            | Fiserv Forum            | 46 - 25 |
| 72    | 16 mai     | @ Chicago     | D 112-118 | Jordan Nwora (34)          | Jordan Nwora (14)             | Jeff Teague (7)              | United Center           | 46 - 26 |

### Playoffs
| Playoffs Total: 16-7 (Domicile : 11-1; Extérieur : 5-6) |

| Match | Date match | Équipe  | Score          | Meilleur marqueur          | Meilleur rebondeur         | Meilleur passeur           | Lieux                   | Série |
| ----- | ---------- | ------- | -------------- | -------------------------- | -------------------------- | -------------------------- | ----------------------- | ----- |
| 1     | 22 mai     | Miami   | V 109-107 (OT) | Khris Middleton (27)       | Giánnis Antetokoúnmpo (18) | Khris Middleton (6)        | Fiserv Forum            | 1 - 0 |
| 2     | 24 mai     | Miami   | V 132-98       | Giánnis Antetokoúnmpo (31) | Giánnis Antetokoúnmpo (13) | Jrue Holiday (15)          | Fiserv Forum            | 2 - 0 |
| 3     | 27 mai     | @ Miami | V 113-84       | Khris Middleton (22)       | Giánnis Antetokoúnmpo (17) | Jrue Holiday (12)          | American Airlines Arena | 3 - 0 |
| 4     | 29 mai     | @ Miami | V 120-103      | Brook Lopez (25)           | Giánnis Antetokoúnmpo (12) | Giánnis Antetokoúnmpo (15) | American Airlines Arena | 4 - 0 |

| Match | Date match | Équipe     | Score          | Meilleur marqueur          | Meilleur rebondeur         | Meilleur passeur          | Lieux           | Série |
| ----- | ---------- | ---------- | -------------- | -------------------------- | -------------------------- | ------------------------- | --------------- | ----- |
| 1     | 5 juin     | @ Brooklyn | D 107-115      | Giánnis Antetokoúnmpo (34) | Khris Middleton (13)       | Jrue Holiday (6)          | Barclays Center | 0 - 1 |
| 2     | 7 juin     | @ Brooklyn | D 86-125       | Giánnis Antetokoúnmpo (18) | Giánnis Antetokoúnmpo (11) | Giánnis Antetokoúnmpo (4) | Barclays Center | 0 - 2 |
| 3     | 10 juin    | Brooklyn   | V 86-83        | Khris Middleton (35)       | Khris Middleton (15)       | Jrue Holiday (5)          | Fiserv Forum    | 1 - 2 |
| 4     | 13 juin    | Brooklyn   | V 107-96       | Giánnis Antetokoúnmpo (34) | Giánnis Antetokoúnmpo (12) | Jrue Holiday (9)          | Fiserv Forum    | 2 - 2 |
| 5     | 15 juin    | @ Brooklyn | D 108-114      | Giánnis Antetokoúnmpo (34) | Giánnis Antetokoúnmpo (12) | Jrue Holiday (8)          | Barclays Center | 2 - 3 |
| 6     | 17 juin    | Brooklyn   | V 104-89       | Khris Middleton (38)       | Giánnis Antetokoúnmpo (17) | Holiday, Middleton (5)    | Fiserv Forum    | 3 - 3 |
| 7     | 19 juin    | @ Brooklyn | V 115-111 (OT) | Giánnis Antetokoúnmpo (40) | Giánnis Antetokoúnmpo (13) | Jrue Holiday (8)          | Barclays Center | 4 - 3 |

| Match | Date match  | Équipe    | Score     | Meilleur marqueur          | Meilleur rebondeur            | Meilleur passeur    | Lieux            | Série |
| ----- | ----------- | --------- | --------- | -------------------------- | ----------------------------- | ------------------- | ---------------- | ----- |
| 1     | 23 juin     | Atlanta   | D 113-116 | Giánnis Antetokoúnmpo (34) | Giánnis Antetokoúnmpo (12)    | Jrue Holiday (10)   | Fiserv Forum     | 0 - 1 |
| 2     | 25 juin     | Atlanta   | V 125-91  | Giánnis Antetokoúnmpo (25) | Giánnis Antetokoúnmpo (9)     | Khris Middleton (8) | Fiserv Forum     | 1 - 1 |
| 3     | 27 juin     | @ Atlanta | V 113-102 | Khris Middleton (38)       | Antetokoúnmpo, Middleton (11) | Jrue Holiday (12)   | State Farm Arena | 2 - 1 |
| 4     | 29 juin     | @ Atlanta | D 88-110  | Jrue Holiday (19)          | Antetokoúnmpo, Middleton (8)  | Jrue Holiday (9)    | State Farm Arena | 2 - 2 |
| 5     | 1er juillet | Atlanta   | V 123-112 | Brook Lopez (33)           | Khris Middleton (13)          | Jrue Holiday (13)   | Fiserv Forum     | 3 - 2 |
| 6     | 3 juillet   | @ Atlanta | V 118-107 | Khris Middleton (32)       | Holiday, Portis (9)           | Jrue Holiday (9)    | State Farm Arena | 4 - 2 |

| Match | Date match | Équipe    | Score     | Meilleur marqueur          | Meilleur rebondeur         | Meilleur passeur          | Lieux        | Série |
| ----- | ---------- | --------- | --------- | -------------------------- | -------------------------- | ------------------------- | ------------ | ----- |
| 1     | 6 juillet  | @ Phoenix | D 105-118 | Khris Middleton (29)       | Giánnis Antetokoúnmpo (17) | Jrue Holiday (9)          | PHX Arena    | 0 - 1 |
| 2     | 8 juillet  | @ Phoenix | D 108-118 | Giánnis Antetokoúnmpo (42) | Giánnis Antetokoúnmpo (12) | Khris Middleton (8)       | PHX Arena    | 0 - 2 |
| 3     | 11 juillet | Phoenix   | V 120-100 | Giánnis Antetokoúnmpo (41) | Giánnis Antetokoúnmpo (13) | Jrue Holiday (9)          | Fiserv Forum | 1 - 2 |
| 4     | 14 juillet | Phoenix   | V 109-103 | Khris Middleton (40)       | Giánnis Antetokoúnmpo (14) | Giánnis Antetokoúnmpo (8) | Fiserv Forum | 2 - 2 |
| 5     | 17 juillet | @ Phoenix | V 123-119 | Giánnis Antetokoúnmpo (32) | Giánnis Antetokoúnmpo (9)  | Jrue Holiday (13)         | PHX Arena    | 3 - 2 |
| 6     | 20 juillet | Phoenix   | V 105-98  | Giánnis Antetokoúnmpo (50) | Giánnis Antetokoúnmpo (14) | Jrue Holiday (11)         | Fiserv Forum | 4 - 2 |

### Confrontations en saison régulière
| Conférence Est      | Conférence Est                              | Conférence Est                              | Conférence Est                              | Conférence Est                              | Conférence Ouest                            | Conférence Ouest                            | Conférence Ouest                            |
| Division Atlantique | Division Atlantique                         | Division Atlantique                         | Division Atlantique                         | Division Atlantique                         | Division Nord-Ouest                         | Division Nord-Ouest                         | Division Nord-Ouest                         |
| Équipe              | Domicile                                    | Domicile                                    | Extérieur                                   | Extérieur                                   | Équipe                                      | Domicile                                    | Extérieur                                   |
| ------------------- | ------------------------------------------- | ------------------------------------------- | ------------------------------------------- | ------------------------------------------- | ------------------------------------------- | ------------------------------------------- | ------------------------------------------- |
| Boston              | 121-119                                     |                                             | 121-122                                     | 114-122                                     | Denver                                      | 97-128                                      | 125-112                                     |
| Brooklyn            | 117-114                                     | 124-118                                     | 123-125                                     |                                             | Minnesota                                   | 139-112                                     | 130-105                                     |
| New York            | 134-101                                     | 96-102                                      | 110-130                                     |                                             | Oklahoma City                               | 98-85                                       | 109-112                                     |
| Philadelphie        | 124-117                                     | 132-94                                      | 109-105 (OT)                                |                                             | Portland                                    | 134-106                                     | 127-109                                     |
| Toronto             | 113-124                                     | 96-110                                      | 115-108                                     |                                             | Utah                                        | 118-131                                     | 115-129                                     |
|                     | 6–4                                         | 6–4                                         | 2–3                                         | 2–3                                         |                                             | 3–2                                         | 3–2                                         |
| Division            | 8–7                                         | 8–7                                         | 8–7                                         | 8–7                                         | Division                                    | 6–4                                         | 6–4                                         |
| Division Centrale   | Division Centrale                           | Division Centrale                           | Division Centrale                           | Division Centrale                           | Division Pacifique                          | Division Pacifique                          | Division Pacifique                          |
| Équipe              | Domicile                                    | Domicile                                    | Extérieur                                   | Extérieur                                   | Équipe                                      | Domicile                                    | Extérieur                                   |
| Chicago             | 126-96                                      |                                             | 108-98                                      | 112-118                                     | Golden State                                | 138-99                                      | 121-122                                     |
| Cleveland           | 100-90                                      |                                             | 123-105                                     | 124-99                                      | L.A. Clippers                               | 105-100                                     | 105-129                                     |
| Detroit             | 125-115                                     | 130-115                                     | 110-101                                     |                                             | L.A. Lakers                                 | 106-113                                     | 112-97                                      |
| Indiana             | 130-110                                     | 140-113                                     | 142-133                                     |                                             | Phoenix                                     | 127-128 (OT)                                | 124-125                                     |
|                     |                                             |                                             |                                             |                                             | Sacramento                                  | 128-115                                     | 129-128                                     |
|                     | 6–0                                         | 6–0                                         | 5–1                                         | 5–1                                         |                                             | 3–2                                         | 2–3                                         |
| Division            | 11–1                                        | 11–1                                        | 11–1                                        | 11–1                                        | Division                                    | 5–5                                         | 5–5                                         |
| Division Sud-Est    | Division Sud-Est                            | Division Sud-Est                            | Division Sud-Est                            | Division Sud-Est                            | Division Sud-Ouest                          | Division Sud-Ouest                          | Division Sud-Ouest                          |
| Équipe              | Domicile                                    | Domicile                                    | Extérieur                                   | Extérieur                                   | Équipe                                      | Domicile                                    | Extérieur                                   |
| Atlanta             | 129-115                                     |                                             | 120-109                                     | 104-111                                     | Dallas                                      | 112-109                                     | 101-116                                     |
| Charlotte           | 119-127                                     |                                             | 114-126                                     | 114-104                                     | Houston                                     | 141-133                                     | 136-143                                     |
| Miami               | 122-108                                     |                                             | 144-97                                      | 108-119                                     | Memphis                                     | 115-128                                     | 112-111                                     |
| Orlando             | 114-102                                     |                                             | 121-99                                      | 124-87                                      | New Orleans                                 | 129-125                                     | 126-131                                     |
| Washington          | 135-134                                     |                                             | 125-119                                     | 133-122                                     | San Antonio                                 | 120-113                                     | 125-146                                     |
|                     | 4–1                                         | 4–1                                         | 7–4                                         | 7–4                                         |                                             | 4–1                                         | 1–4                                         |
| Division            | 11–5                                        | 11–5                                        | 11–5                                        | 11–5                                        | Division                                    | 5–5                                         | 5–5                                         |
| Conférence          | 29–12 (Domicile : 16–5; Extérieur : 13–7)   | 29–12 (Domicile : 16–5; Extérieur : 13–7)   | 29–12 (Domicile : 16–5; Extérieur : 13–7)   | 29–12 (Domicile : 16–5; Extérieur : 13–7)   | Conférence                                  | 17–14 (Domicile : 10–5; Extérieur : 7–9)    | 17–14 (Domicile : 10–5; Extérieur : 7–9)    |
| Total               | 46–26 (Domicile : 26–10; Extérieur : 20–16) | 46–26 (Domicile : 26–10; Extérieur : 20–16) | 46–26 (Domicile : 26–10; Extérieur : 20–16) | 46–26 (Domicile : 26–10; Extérieur : 20–16) | 46–26 (Domicile : 26–10; Extérieur : 20–16) | 46–26 (Domicile : 26–10; Extérieur : 20–16) | 46–26 (Domicile : 26–10; Extérieur : 20–16) |

## Classements
| Conférence Est | Conférence Est             | Conférence Est | Conférence Est | Conférence Est | Conférence Est | Conférence Est | Conférence Est |
| No             | Franchise                  | Vic.           | Déf.           | MJ             | V/D            | GB             |                |
| -------------- | -------------------------- | -------------- | -------------- | -------------- | -------------- | -------------- | -------------- |
| 1              | c - 76ers de Philadelphie* | 49             | 23             | 72             | .681           | –              |                |
| 2              | x - Nets de Brooklyn       | 48             | 24             | 72             | .667           | 1              |                |
| 3              | y - Bucks de Milwaukee*    | 46             | 26             | 72             | .639           | 3              |                |
| 4              | x - Knicks de New York     | 41             | 31             | 72             | .569           | 8              |                |
| 5              | y - Hawks d'Atlanta*       | 41             | 31             | 72             | .569           | 8              |                |
| 6              | x - Heat de Miami          | 40             | 32             | 72             | .556           | 9              |                |
|                |                            |                |                |                |                |                |                |
| 7              | x - Celtics de Boston      | 36             | 36             | 72             | .500           | 13             |                |
| 8              | x - Wizards de Washington  | 34             | 38             | 72             | .472           | 15             |                |
| 9              | o - Pacers de l'Indiana    | 34             | 38             | 72             | .472           | 15             |                |
| 10             | o - Hornets de Charlotte   | 33             | 39             | 72             | .458           | 16             |                |
|                |                            |                |                |                |                |                |                |
| 11             | o - Bulls de Chicago       | 31             | 41             | 72             | .431           | 18             |                |
| 12             | o - Raptors de Toronto     | 27             | 45             | 72             | .375           | 22             |                |
| 13             | o - Cavaliers de Cleveland | 22             | 50             | 72             | .306           | 27             |                |
| 14             | o - Magic d'Orlando        | 21             | 51             | 72             | .292           | 28             |                |
| 15             | o - Pistons de Détroit     | 20             | 52             | 72             | .278           | 29             |                |

| Division Centrale          | V  | D  | MJ | V/D  | GB | Dom   | Ext   | Div  |
| -------------------------- | -- | -- | -- | ---- | -- | ----- | ----- | ---- |
| y - Bucks de Milwaukee     | 46 | 26 | 72 | .639 | –  | 26–10 | 20–16 | 11–1 |
| o - Pacers de l'Indiana    | 34 | 38 | 72 | .472 | 12 | 13–23 | 21–15 | 7–5  |
| o - Bulls de Chicago       | 31 | 41 | 72 | .431 | 15 | 15–21 | 16–20 | 7–5  |
| o - Cavaliers de Cleveland | 22 | 50 | 72 | .306 | 24 | 13–23 | 9–27  | 4–8  |
| o - Pistons de Détroit     | 20 | 52 | 72 | .278 | 26 | 13–23 | 7–29  | 1–11 |

## Effectif

### Effectif actuel
| Bucks de Milwaukee Effectif en fin de saison régulière         |    |                        |                           |                    |
| Entraîneur : Mike Budenholzer                                  |    |                        |                           |                    |
| Ailier fort / Pivot                                            | 34 | /                      | Giannis Antetokoúnmpo (C) | Filathlitikos B.C. |
| Ailier                                                         | 43 | /                      | Thanásis Antetokoúnmpo    | Panathinaïkos      |
| Arriere                                                        | 3  | Drapeau des États-Unis | Elijah Bryant (R)         | BYU                |
| Arriere / Ailier                                               | 24 | Drapeau des États-Unis | Pat Connaughton           | Notre-Dame         |
| Ailier fort / Pivot                                            | 25 | Drapeau de la Guinée   | Mamadi Diakité (R)        | Virginia           |
| Arrière                                                        | 0  | Drapeau des États-Unis | Donte DiVincenzo          | Villanova          |
| Meneur / Arrière                                               | 7  |                        | Bryn Forbes               | Michigan State     |
| Meneur / Arrière                                               | 21 | Drapeau des États-Unis | Jrue Holiday              | UCLA               |
| Ailier                                                         | 44 | Drapeau des États-Unis | Justin Jackson (TW)       | North Carolina     |
| Pivot                                                          | 11 | Drapeau des États-Unis | Brook Lopez               | Stanford           |
| Arrière                                                        | 15 | Drapeau des États-Unis | Sam Merrill (R)           | Utah State         |
| Ailier                                                         | 22 | Drapeau des États-Unis | Khris Middleton (C)       | Texas A&M          |
| Ailier                                                         | 13 | /                      | Jordan Nwora (R)          | Louisville         |
| Ailier fort / Pivot                                            | 9  | Drapeau des États-Unis | Bobby Portis              | Arkansas           |
| Meneur                                                         | 5  | Drapeau des États-Unis | Jeff Teague               | Wake Forest        |
| Arriere / Ailier                                               | 66 | Drapeau de la France   | Axel Toupane (TW)         | SIG Strasbourg     |
| Ailier fort                                                    | 17 | Drapeau des États-Unis | P. J. Tucker              | Texas              |
| (C) - Capitaine, (R) - Rookie, (TW) - Two-way contract, Blessé |    |                        |                           |                    |

## Récompenses durant la saison
| Date                    | Joueur                | Récompense                                   |
| ----------------------- | --------------------- | -------------------------------------------- |
| 1er février - 7 février | Giánnis Antetokoúnmpo | Joueur de la semaine dans la Conférence Est. |
| 19 février              | Giánnis Antetokoúnmpo | ☆ All-Star 2021 ☆                            |
| 22 février - 28 février | Giánnis Antetokoúnmpo | Joueur de la semaine dans la Conférence Est. |
| 7 mars                  | Giánnis Antetokoúnmpo | ☆ MVP du All-Star Game ☆                     |
| 15 mars - 21 mars       | Giánnis Antetokoúnmpo | Joueur de la semaine dans la Conférence Est. |
| 29 mars - 4 avril       | Jrue Holiday          | Joueur de la semaine dans la Conférence Est. |
| 4 juin                  | Jrue Holiday          | NBA Sportsmanship Award                      |
| 14 juin                 | Giánnis Antetokoúnmpo | NBA All-Defensive First Team                 |
| 14 juin                 | Jrue Holiday          | NBA All-Defensive First Team                 |
| 15 juin                 | Giánnis Antetokoúnmpo | All-NBA First Team                           |
| 20 juillet              | Giánnis Antetokoúnmpo | MVP des Finales NBA                          |

## Transactions

### Joueurs qui re-signent
| Date       | Joueur          | Contrat                            |
| ---------- | --------------- | ---------------------------------- |
| 23/11/2020 | Pat Connaughton | Contrat de 15 999 964 $ sur 3 ans. |

### Extension de contrat
| Date       | Joueur                | Extension                                                                        |
| ---------- | --------------------- | -------------------------------------------------------------------------------- |
| 15/12/2020 | Giánnis Antetokoúnmpo | Extension de contrat de 228 200 826 $ sur 5 ans à partir de la saison 2021-2022. |
| 04/03/2021 | Jrue Holiday          | Extension de contrat de 134 093 332 $ sur 4 ans à partir de la saison 2021-2022. |

### Options dans les contrats
| Date       | Joueur           | Option                                                                                   |
| ---------- | ---------------- | ---------------------------------------------------------------------------------------- |
| 16/11/2020 | Robin Lopez      | Robin Lopez décline son option joueur de 5 005 350 $ pour la saison 2020-2021.           |
| 16/11/2020 | Wesley Matthews  | Wesley Matthews décline son option joueur de 2 692 991 $ pour la saison 2020-2021.       |
| 19/11/2020 | Sterling Brown   | Milwaukee refuse de prolonger la "Qualifying Offer". Sterling Brown devient agent libre. |
| 22/11/2020 | Frank Mason      | Milwaukee refuse de prolonger la "Qualifying Offer". Frank Mason devient agent libre.    |
| 23/12/2020 | Donte DiVincenzo | Milwaukee active son option d'équipe de 4 675 830 $ pour la saison 2021-2022.            |

### Échanges
| Novembre    | Novembre | Novembre | Novembre |
| ----------- | --- | --- | -------- |
| 18 novembre | Vers les Bucks de Milwaukee - Second tour de draft 2020 (#45) | Vers le Magic d'Orlando - Second tour de draft 2022 d'Indiana (protégé) - Second tour de draft 2026 | [ 20 ]   |
| 18 novembre | Vers les Bucks de Milwaukee - Droits sur İlkan Karaman (2012 #57) | Vers les Cavaliers de Cleveland - Suppression de la protection sur le premier tour de draft 2022 - Second tour de draft 2025 | [ 21 ]   |
| 23 novembre | Échange à quatre équipes | Échange à quatre équipes | [ 22 ]   |
| 23 novembre | Vers les Bucks de Milwaukee - Jrue Holiday (Des Pelicans) - Droits sur Sam Merrill (#60) (Des Pelicans) | Vers les Nuggets de Denver - Droits sur R. J. Hampton (#24) (Des Bucks) | [ 22 ]   |
| 23 novembre | Vers les Pelicans de La Nouvelle-Orléans - Steven Adams (Du Thunder) - Eric Bledsoe (Des Bucks) - Droits d'échanger le premier tour de draft 2024 (Des Bucks) - Premier tour de draft 2025 (Des Bucks) - Droits d'échanger le premier tour de draft 2026 (Des Bucks) - Premier tour de draft 2027 (Des Bucks) | Vers le Thunder d'Oklahoma City - George Hill (Des Bucks) - Zylan Cheatham (Sign and trade) (Des Pelicans) - Josh Gray (Sign and trade) (Des Pelicans) - Darius Miller (Des Pelicans) - Kenrich Williams (Sign and trade) (Des Pelicans) - Premier tour de draft 2023 protégé (Des Nuggets) - Second tour de draft 2023 des Wizards (Des Pelicans) - Second tour de draft 2024 des Hornets (Des Pelicans) | [ 22 ]   |
| Mars        | | |          |
| 18 mars     | Vers les Bucks de Milwaukee - Compensation financière | Vers les Suns de Phoenix - Torrey Craig | [ 23 ]   |
| 19 mars     | Vers les Bucks de Milwaukee - Rodions Kurucs - P. J. Tucker - Premier tour de draft 2022 (Des Bucks) | Vers les Rockets de Houston - D. J. Augustin - D. J. Wilson - Premier tour de draft 2023 - Droit d'échanger leur second tour de draft 2021 avec le premier tour de draft 2021 des Bucks (protégé) | [ 24 ]   |

### Arrivées

#### Draft
| Date       | Joueur             | Provenance                     |
| ---------- | ------------------ | ------------------------------ |
| 23/11/2020 | Jordan Nwora (#45) | Cardinals de Louisville (NCAA) |
| 03/12/2020 | Sam Merrill (#60)  | Aggies d'Utah State (NCAA)     |

#### Agents libres
|  | Joueur ayant signé un contrat non-garanti, pour intégrer les camps d'entraînement de l'équipe. |

| Date       | Joueur           | Provenance                            | Contrat                                                  |
| ---------- | ---------------- | ------------------------------------- | -------------------------------------------------------- |
| 24/11/2020 | Torrey Craig     | Nuggets de Denver                     | Contrat de 1 678 854 $ sur 1 an.                         |
| 24/11/2020 | Bryn Forbes      | Spurs de San Antonio                  | Contrat de 4 791 147 $ sur 2 ans.                        |
| 24/11/2020 | Bobby Portis     | Knicks de New York                    | Contrat de 7 427 150 $ sur 2 ans.                        |
| 25/11/2020 | D. J. Augustin   | Magic d'Orlando                       | Contrat partiellement garanti de 21 000 000 $ sur 3 ans. |
| 30/11/2020 | E. J. Montgomery | Wildcats du Kentucky (NCAA)           | Contrat non-garanti de 898 310 $ sur 1 an.               |
| 30/11/2020 | Justin Patton    | Clippers de Los Angeles               | Contrat non-garanti de 1 678 854 $ sur 1 an.             |
| 30/11/2020 | Nik Stauskas     | Saski Baskonia                        | Contrat non-garanti de 2 028 594 $ sur 1 an.             |
| 01/12/2020 | Treveon Graham   | Hawks d'Atlanta                       | Contrat non-garanti de 1 737 145 $ sur 1 an.             |
| 01/04/2021 | Jeff Teague      | Magic d'Orlando                       | Contrat de 808 073 $ jusqu'à la fin de la saison.        |
| 21/04/2021 | Mamadi Diakité   | Bucks de Milwaukee (Two-way contract) | Contrat partiellement garanti de 3 460 775 $ sur 3 ans.  |
| 13/05/2021 | Elijah Bryant    | Maccabi Tel-Aviv                      | Contrat partiellement garanti de 1 542 592 $ sur 2 ans.  |

#### Two-way contracts
| Date       | Joueur         | Provenance                        |
| ---------- | -------------- | --------------------------------- |
| 23/11/2020 | Mamadi Diakité | Cavaliers de la Virginie (NCAA)   |
| 24/11/2020 | Jaylen Adams   | Trail Blazers de Portland         |
| 14/03/2021 | Axel Toupane   | Warriors de Santa Cruz (G-League) |
| 21/04/2021 | Justin Jackson | Thunder d'Oklahoma City           |

### Départs

#### Agents libres
| Date       | Joueur                       | Nouvelle équipe ¹                    |
| ---------- | ---------------------------- | ------------------------------------ |
| 08/09/2020 | Marvin Williams              | Retraite                             |
| 22/11/2020 | Robin Lopez                  | Wizards de Washington                |
| 22/11/2020 | Wesley Matthews              | Lakers de Los Angeles                |
| 25/11/2020 | Sterling Brown (Restreint)   | Rockets de Houston                   |
| 18/12/2020 | Frank Mason (Restreint)      | 76ers de Philadelphie                |
| 02/12/2020 | Cameron Reynolds (Restreint) | Spurs de San Antonio                 |
| 04/01/2021 | E. J. Montgomery             | KK Nevėžis                           |
| 11/01/2021 | Justin Patton                | Knicks de Westchester (NBA G-League) |
| 27/01/2021 | Nik Stauskas                 | Raptors 905 (NBA G-League)           |
| 10/03/2021 | Ersan İlyasova               | Jazz de l'Utah                       |

#### Joueurs coupés
|  | Joueurs non conservés après les camps d'entraînements de l'équipe. |

| Date       | Joueur           |
| ---------- | ---------------- |
| 19/11/2020 | Ersan İlyasova   |
| 17/12/2020 | E. J. Montgomery |
| 17/12/2020 | Justin Patton    |
| 19/12/2020 | Treveon Graham   |
| 19/12/2020 | Nik Stauskas     |
| 04/03/2021 | Jaylen Adams     |
| 12/05/2021 | Rodions Kurucs   |